# La pluie
La pluie – singel francuskiego rapera Orelsana z gościnnym udziałem Stromae’a, wydany 23 lutego 2018 roku przez 7th Magnitude, 3ème Bureau i Wagram Music. Singel pochodzi z albumu Orelsana La fête est finie.

## Lista utworów
- Digital download (23 lutego 2018)[1]

1. „La pluie” – 2:56

## Teledysk
Teledysk do utworu zrealizowany przez Stromae’a i duet Luc & Martin został opublikowany 11 kwietnia 2018 roku. Producentem wykonawczym teledysku została osoba z francuskiego przedsiębiorstwa produkcyjnego Phantasm.

## Wydanie
Utwór „La pluie” został umieszczony na albumie Orelsana La fête est finie wydanym 20 listopada 2017 roku. Singel został wydany 23 lutego 2018 roku przez 7th Magnitude, 3ème Bureau i Wagram Music.

## Pozycje na listach i certyfikaty
| Państwo          | Lista (2017–2018)   | Najwyższa pozycja |
| ---------------- | ------------------- | ----------------- |
| Belgia (Walonia) | Ultratop 50 Singles | 2                 |
| Francja          | Top 200 Singles     | 10                |

| Państwo | Certyfikat | Streaming  |
| ------- | ---------- | ---------- |
| Francja | Diament    | 50 000 000 |